# Interlands Turkmeens voetbalelftal 2010-2019
Deze pagina toont een chronologisch en gedetailleerd overzicht van de interlands die het Turkmeens voetbalelftal speelde in de periode 2010 – 2019.

## Interlands

### 2010
|                                                            |             |       |              |  |
| 17 februari AFC Challenge Cup Groep B № «onderlinge duels» | Noord-Korea | 1 – 1 | Turkmenistan |  |
| 17 februari AFC Challenge Cup Groep B № «onderlinge duels» |             |       |              |  |

|                                                            |       |       |              |  |
| 19 februari AFC Challenge Cup Groep B № «onderlinge duels» | India | 0 – 1 | Turkmenistan |  |
| 19 februari AFC Challenge Cup Groep B № «onderlinge duels» |       |       |              |  |

|                                                            |              |       |          |  |
| 21 februari AFC Challenge Cup Groep B № «onderlinge duels» | Turkmenistan | 1 – 0 | Kirgizië |  |
| 21 februari AFC Challenge Cup Groep B № «onderlinge duels» |              |       |          |  |

|                                                                 |              |       |              |  |
| 24 februari AFC Challenge Cup Halve finale № «onderlinge duels» | Turkmenistan | 2 – 0 | Tadzjikistan |  |
| 24 februari AFC Challenge Cup Halve finale № «onderlinge duels» |              |       |              |  |

|                                                           |             |       |              |  |
| 27 februari AFC Challenge Cup Finale № «onderlinge duels» | Noord-Korea | 1 – 1 | Turkmenistan |  |
| 27 februari AFC Challenge Cup Finale № «onderlinge duels» |             |       |              |  |

### 2011
|                                                 |              |       |          |  |
| 21 maart Vriendschappelijk № «onderlinge duels» | Turkmenistan | 3 – 0 | Pakistan |  |
| 21 maart Vriendschappelijk № «onderlinge duels» |              |       |          |  |

|                                                 |              |       |                |  |
| 23 maart Vriendschappelijk № «onderlinge duels» | Turkmenistan | 2 – 0 | Chinees Taipei |  |
| 23 maart Vriendschappelijk № «onderlinge duels» |              |       |                |  |

|                                                 |       |       |              |  |
| 25 maart Vriendschappelijk № «onderlinge duels» | India | 1 – 1 | Turkmenistan |  |
| 25 maart Vriendschappelijk № «onderlinge duels» |       |       |              |  |

|                                              |              |       |           |  |
| 23 juli WK-kwalificatie № «onderlinge duels» | Turkmenistan | 1 – 1 | Indonesië |  |
| 23 juli WK-kwalificatie № «onderlinge duels» |              |       |           |  |

|                                              |           |       |              |  |
| 28 juli WK-kwalificatie № «onderlinge duels» | Indonesië | 4 – 3 | Turkmenistan |  |
| 28 juli WK-kwalificatie № «onderlinge duels» |           |       |              |  |

### 2012
|                                                             |                                                                                     |       |              |                                                                                       |
| 27 januari Vriendschappelijk № «onderlinge duels» 18:00 uur | Roemenië                                                                            | 4 – 0 | Turkmenistan | Arcadia Futbol Kompleksi, Belek Toeschouwers: 250 Scheidsrechter: Suren Baliyan (ARM) |
| 27 januari Vriendschappelijk № «onderlinge duels» 18:00 uur | Marius Niculae 3' Cristian Tănase 47' Cristian Tănase 51' Marius Niculae 90' (pen.) |       |              | Arcadia Futbol Kompleksi, Belek Toeschouwers: 250 Scheidsrechter: Suren Baliyan (ARM) |

|                                                        |           |       |              |  |
| 8 maart AFC Challenge Cup Groep A № «onderlinge duels» | Malediven | 1 – 3 | Turkmenistan |  |
| 8 maart AFC Challenge Cup Groep A № «onderlinge duels» |           |       |              |  |

|                                                         |              |       |           |  |
| 10 maart AFC Challenge Cup Groep A № «onderlinge duels» | Turkmenistan | 0 – 0 | Palestina |  |
| 10 maart AFC Challenge Cup Groep A № «onderlinge duels» |              |       |           |  |

|                                                         |              |       |       |  |
| 12 maart AFC Challenge Cup Groep A № «onderlinge duels» | Turkmenistan | 3 – 0 | Nepal |  |
| 12 maart AFC Challenge Cup Groep A № «onderlinge duels» |              |       |       |  |

|                                                              |              |       |            |  |
| 16 maart AFC Challenge Cup Halve finale № «onderlinge duels» | Turkmenistan | 2 – 1 | Filipijnen |  |
| 16 maart AFC Challenge Cup Halve finale № «onderlinge duels» |              |       |            |  |

|                                                                  |                    |       |                                            |                                                                                            |
| 19 maart AFC Challenge Cup Finale № «onderlinge duels» 16:45 uur | Turkmenistan       | 1 – 2 | Noord-Korea                                | Dasarath Rangasala Stadion, Kathmandu Toeschouwers: 9.000 Scheidsrechter: Ryuji Sato (JPN) |
| 19 maart AFC Challenge Cup Finale № «onderlinge duels» 16:45 uur | Berdy Samyradov 2' |       | 36' Jong Il-Gwan 87' (pen.) Jang Song-Hyok | Dasarath Rangasala Stadion, Kathmandu Toeschouwers: 9.000 Scheidsrechter: Ryuji Sato (JPN) |

|                                                   |         |       |              |  |
| 24 oktober Vriendschappelijk № «onderlinge duels» | Vietnam | 0 – 1 | Turkmenistan |  |
| 24 oktober Vriendschappelijk № «onderlinge duels» |         |       |              |  |

|                                                   |      |       |              |  |
| 28 oktober Vriendschappelijk № «onderlinge duels» | Laos | 2 – 4 | Turkmenistan |  |
| 28 oktober Vriendschappelijk № «onderlinge duels» |      |       |              |  |

### 2013
|                                                 |              |       |          |  |
| 22 maart Vriendschappelijk № «onderlinge duels» | Turkmenistan | 7 – 0 | Cambodja |  |
| 22 maart Vriendschappelijk № «onderlinge duels» |              |       |          |  |

|                                                 |            |       |              |  |
| 26 maart Vriendschappelijk № «onderlinge duels» | Filipijnen | 1 – 0 | Turkmenistan |  |
| 26 maart Vriendschappelijk № «onderlinge duels» |            |       |              |  |

### 2014
|                                               | |       |                          |                                                                        |
| 20 mei AFC Challenge Cup № «onderlinge duels» | Turkmenistan | 5 – 1 | Laos                     | Addustadion, Addu Toeschouwers: 500 Scheidsrechter: Ko Hyung-jin (KOR) |
| 20 mei AFC Challenge Cup № «onderlinge duels» | Döwlet Baýramow 42' Didar Durdiyev 50' (pen.) Vathana Keodouangdeth 55' (e.d.) Didar Durdiyev 85' Bahtiýar Hojaahmedow 87' |       | 34' Khampheng Sayavutthi | Addustadion, Addu Toeschouwers: 500 Scheidsrechter: Ko Hyung-jin (KOR) |

|                                               |                                                               |       |                      |                                                                           |
| 22 mei AFC Challenge Cup № «onderlinge duels» | Afghanistan                                                   | 3 – 1 | Turkmenistan         | Addustadion, Addu Toeschouwers: 1500 Scheidsrechter: Jameel Mohamed (BHR) |
| 22 mei AFC Challenge Cup № «onderlinge duels» | Zohib Islam Amiri 45+1' Ahmad Hatifi 61' Faysal Shayesteh 86' |       | 64' Süleýman Muhadow | Addustadion, Addu Toeschouwers: 1500 Scheidsrechter: Jameel Mohamed (BHR) |

|                                               |              |       |            |                         |
| 24 mei AFC Challenge Cup № «onderlinge duels» | Turkmenistan | 0 – 2 | Filipijnen | Nationaal Stadion, Malé |
| 24 mei AFC Challenge Cup № «onderlinge duels» |              |       |            | Nationaal Stadion, Malé |

### 2015
|                                                   |                              |       |              |                                                                       |
| 11 juni Kwalificatie WK 2018 № «onderlinge duels» | Guam                         | 1 – 0 | Turkmenistan | Guam National Football Stadium, Hagåtña Scheidsrechter: Wang Di (CHN) |
| 11 juni Kwalificatie WK 2018 № «onderlinge duels» | Serdar Annaorazov 14' (e.d.) |       |              | Guam National Football Stadium, Hagåtña Scheidsrechter: Wang Di (CHN) |

|                                                   |                       |       |                  |                                                                                            |
| 16 juni Kwalificatie WK 2018 № «onderlinge duels» | Turkmenistan          | 1 – 1 | Iran             | Daşoguzstadion, Daşoguz Toeschouwers: 10.000 Scheidsrechter: Jameel Juma Abdulhusain (BHR) |
| 16 juni Kwalificatie WK 2018 № «onderlinge duels» | Ruslan Mingazow 45+1' |       | 4' Sardar Azmoun | Daşoguzstadion, Daşoguz Toeschouwers: 10.000 Scheidsrechter: Jameel Juma Abdulhusain (BHR) |

|                                                       |                                                                  |       |                        | |
| 3 september Kwalificatie WK 2018 № «onderlinge duels» | Oman                                                             | 3 – 1 | Turkmenistan           | Al-Seebstadion, Masqat Toeschouwers: 7.500 Scheidsrechter: Muhammad Taqi Aljaafari Bin Jahari (SIN) |
| 3 september Kwalificatie WK 2018 № «onderlinge duels» | Raed Ibrahim Saleh 7' Mäkan Saparow 11' (e.d.) Amad Al-Hosni 59' |       | 83' Arslanmyrat Amanow | Al-Seebstadion, Masqat Toeschouwers: 7.500 Scheidsrechter: Muhammad Taqi Aljaafari Bin Jahari (SIN) |

|                                                     |                                         |       |                     |                                                                                        |
| 8 oktober Kwalificatie WK 2018 № «onderlinge duels» | Turkmenistan                            | 2 – 1 | India               | Köpetdagstadion, Asjchabad Toeschouwers: 20.100 Scheidsrechter: Masoud Tufaylieh (SYR) |
| 8 oktober Kwalificatie WK 2018 № «onderlinge duels» | Guwanç Abylow 8' Arslanmyran Amanow 60' |       | 28' Jeje Lalpekhlua | Köpetdagstadion, Asjchabad Toeschouwers: 20.100 Scheidsrechter: Masoud Tufaylieh (SYR) |

|                                                      |                   |       |      |                                                                                        |
| 13 oktober Kwalificatie WK 2018 № «onderlinge duels» | Turkmenistan      | 1 – 0 | Guam | Köpetdagstadion, Asjchabad Toeschouwers: 20.200 Scheidsrechter: Turki Al-Khudair (KSA) |
| 13 oktober Kwalificatie WK 2018 № «onderlinge duels» | Guwanç Abylow 16' |       |      | Köpetdagstadion, Asjchabad Toeschouwers: 20.200 Scheidsrechter: Turki Al-Khudair (KSA) |

|                                                                 |                                                                       |       |                   |                                                                               |
| 12 november Kwalificatie WK 2018 № «onderlinge duels» 17:00 uur | Iran                                                                  | 3 – 1 | Turkmenistan      | Azadistadion, Teheran Toeschouwers: 35.800 Scheidsrechter: Kim Dong-jin (KOR) |
| 12 november Kwalificatie WK 2018 № «onderlinge duels» 17:00 uur | Morteza Pouraliganji 6' Saeid Ezatolahi 34' Ashkan Dejagah 83' (pen.) |       | 62' Mekan Saparow | Azadistadion, Teheran Toeschouwers: 35.800 Scheidsrechter: Kim Dong-jin (KOR) |

### 2016
|                                                    |                     |       |                                             |                                                                               |
| 29 maart Kwalificatie WK 2018 № «onderlinge duels» | India               | 1 – 2 | Turkmenistan                                | Nehrustadion, Kochi Toeschouwers: 3.111 Scheidsrechter: Khamis Al Marri (QAT) |
| 29 maart Kwalificatie WK 2018 № «onderlinge duels» | Sandesh Jhingan 26' |       | 48' Arslanmyrat Amanov 70' Serdaraly Ataýew | Nehrustadion, Kochi Toeschouwers: 3.111 Scheidsrechter: Khamis Al Marri (QAT) |

|                                                   |                                 |       |              |                                                                            |
| 8 augustus Vriendschappelijk № «onderlinge duels» | Oman                            | 1 – 0 | Turkmenistan | Sultan Qaboos Sports Complex, Masqat Scheidsrechter: Nawaf Shukralla (BHR) |
| 8 augustus Vriendschappelijk № «onderlinge duels» | Abdulaziz Al Muqbali 35' (pen.) |       |              | Sultan Qaboos Sports Complex, Masqat Scheidsrechter: Nawaf Shukralla (BHR) |

|                                                   |                        |       |              |                                                                 |
| 11 oktober Vriendschappelijk № «onderlinge duels» | Kirgizië               | 1 – 0 | Turkmenistan | Stadion im. Dolena Omurzakova, Bisjkek Scheidsrechter: onbekend |
| 11 oktober Vriendschappelijk № «onderlinge duels» | Tamirlan Kozubajev 78' |       |              | Stadion im. Dolena Omurzakova, Bisjkek Scheidsrechter: onbekend |

### 2017
|                                                                      |                            |       |                                                                          |                                                                                 |
| 26 maart Kwalificatie AK 2019 Groep E № «onderlinge duels» 18:00 uur | Chinees Taipei             | 1 – 3 | Turkmenistan                                                             | Nationaal stadion, Taipei Toeschouwers: 5.898 Scheidsrechter: Kim Hee-gon (KOR) |
| 26 maart Kwalificatie AK 2019 Groep E № «onderlinge duels» 18:00 uur | Chen Po-liang 45+3' (pen.) |       | 23' Altymyrat Annadurdyýew 24' Ruslan Mingazow 83' (e.d.) Chen Chia-chun | Nationaal stadion, Taipei Toeschouwers: 5.898 Scheidsrechter: Kim Hee-gon (KOR) |

|                                                                     |                    |       |                                          |                                                                                 |
| 13 juni Kwalificatie AK 2019 Groep E № «onderlinge duels» 18:00 uur | Turkmenistan       | 1 – 2 | Bahrein                                  | Sport toplumystadion, Daşoguz Toeschouwers: 9.500 Scheidsrechter: Ma Ning (CHN) |
| 13 juni Kwalificatie AK 2019 Groep E № «onderlinge duels» 18:00 uur | Myrat Ýagşyýew 86' |       | 55' Mohamed Al-Romaihi 80' Abdulla Yaser | Sport toplumystadion, Daşoguz Toeschouwers: 9.500 Scheidsrechter: Ma Ning (CHN) |

|                                                            |                                                  |       |                   |                                                               |
| 23 augustus Vriendschappelijk «onderlinge duels» 20:00 uur | Qatar                                            | 2 – 1 | Turkmenistan      | Grand Hamadstadion, Doha Scheidsrechter: Qasim Al-Hatmi (OMA) |
| 23 augustus Vriendschappelijk «onderlinge duels» 20:00 uur | Hassan Al-Haidos 17' Hassan Al-Haidos 64' (pen.) |       | 67' Resul Hojaýew | Grand Hamadstadion, Doha Scheidsrechter: Qasim Al-Hatmi (OMA) |

|                                                                       |                   |       |                            |                                                                                      |
| 5 september Kwalificatie AK 2019 Groep E «onderlinge duels» 19:30 uur | Singapore         | 1 – 1 | Turkmenistan               | Jalan Besarstadion, Kallang Toeschouwers: 3.712 Scheidsrechter: Yudai Yamamoto (JPN) |
| 5 september Kwalificatie AK 2019 Groep E «onderlinge duels» 19:30 uur | Shakir Hamzah 63' |       | 82' Altymyrat Annadurdyýew | Jalan Besarstadion, Kallang Toeschouwers: 3.712 Scheidsrechter: Yudai Yamamoto (JPN) |

|                                                                      |                                               |       |                 |                                                                                   |
| 10 oktober Kwalificatie AK 2019 Groep E «onderlinge duels» 16:30 uur | Turkmenistan                                  | 2 – 1 | Singapore       | Köpetdagstadion, Asjchabad Toeschouwers: 15.400 Scheidsrechter: Ng Chiu Kok (IRQ) |
| 10 oktober Kwalificatie AK 2019 Groep E «onderlinge duels» 16:30 uur | Wahyt Orazsähedow 18' Wahyt Orazsähedow 90+3' |       | 27' Irfan Fandi | Köpetdagstadion, Asjchabad Toeschouwers: 15.400 Scheidsrechter: Ng Chiu Kok (IRQ) |

|                                                                       |                                               |       |                   |                                                                                                   |
| 14 november Kwalificatie AK 2019 Groep E «onderlinge duels» 15:00 uur | Turkmenistan                                  | 2 – 1 | Chinees Taipei    | Sport Toplumystadion, Balkanabat Toeschouwers: 9.500 Scheidsrechter: Hettikamkanamge Perera (SRI) |
| 14 november Kwalificatie AK 2019 Groep E «onderlinge duels» 15:00 uur | Myrat Ýagşyýew 22' Altymyrat Annadurdyýew 40' |       | 88' Chen Po-liang | Sport Toplumystadion, Balkanabat Toeschouwers: 9.500 Scheidsrechter: Hettikamkanamge Perera (SRI) |

### 2018
|                                                                    |                                                                     |       |              |                                                                                    |
| 27 maart Kwalificatie AK 2019 Groep E «onderlinge duels» 19:00 uur | Bahrein                                                             | 4 – 0 | Turkmenistan | Nationaal stadion, Riffa Toeschouwers: 100 Scheidsrechter: Yaqoob Abdul Baki (OMA) |
| 27 maart Kwalificatie AK 2019 Groep E «onderlinge duels» 19:00 uur | Abdulla Helal 12' Abdulla Helal 24' Sayed Isa 64' Abdulla Yaser 67' |       |              | Nationaal stadion, Riffa Toeschouwers: 100 Scheidsrechter: Yaqoob Abdul Baki (OMA) |

AFFA · A-internationals · Bondscoaches · Statistieken · Turkmeens vrouwenelftal · Turkmenistan U21 · Turkmenistan U20 · Turkmenistan U19 · Turkmenistan U17
1992 – 1999 ·
2000 – 2009 ·
2010 – 2019 ·
2020 − 2029
1992 ·
1993 ·
1994 ·
1995 ·
1996 ·
1997 ·
1998 ·
1999 ·
2000 ·
2001 ·
2002 ·
2003 ·
2004 ·
2005 ·
2006 ·
2007 ·
2008 ·
2009 ·
2010 ·
2011 ·
2012 ·
2013 ·
2014 ·
2015 ·
2016 ·
2017 ·
2018 ·
2019 ·
2020 ·
2021 ·
2022
Afghanistan ·
Armenië ·
Azerbeidzjan ·
Bahrein ·
Bangladesh ·
Bhutan ·
Cambodja ·
China ·
Estland ·
Filipijnen ·
Guam ·
Hongkong ·
India ·
Indonesië ·
Irak ·
Iran ·
Japan ·
Jemen ·
Jordanië ·
Kazachstan ·
Kirgizië ·
Koeweit ·
Laos ·
Libanon ·
Litouwen ·
Malediven ·
Maleisië ·
Myanmar ·
Nepal ·
Noord-Korea ·
Oeganda ·
Oezbekistan ·
Oman ·
Pakistan ·
Palestina ·
Qatar ·
Roemenië ·
Saoedi-Arabië ·
Singapore ·
Sri Lanka ·
Syrië ·
Tadzjikistan ·
Taiwan ·
Thailand ·
Verenigde Arabische Emiraten ·
Vietnam ·
Zuid-Korea
AFC-zone: Afghanistan · Australië · Bahrein · Bangladesh · Bhutan · Brunei · Cambodja · China · Chinees Taipei · Filipijnen · Guam · Hongkong · India · Indonesië · Iran · Irak · Japan · Jemen · Jordanië · Koeweit · Kirgizië · Laos · Libanon · Macau · Maleisië · Maldiven · Mongolië · Myanmar · Nepal · Noord-Korea · Oezbekistan · Oman · Oost-Timor · Pakistan · Palestina · Qatar · Saoedi-Arabië · Singapore · Sri Lanka · Syrië · Tadjikistan · Thailand · Turkmenistan · Verenigde Arabische Emiraten · Vietnam · Zuid-Korea

CAF-zone: Algerije · Angola · Benin · Botswana · Burkina Faso · Burundi · Centraal-Afrikaanse Republiek · Comoren · Congo-Brazzaville · Congo-Kinshasa · Djibouti · Egypte · Equatoriaal-Guinea · Eritrea · Ethiopië · Gabon · Gambia · Ghana · Guinee · Guinee-Bissau · Ivoorkust · Kaapverdië · Kameroen · Kenia · Lesotho · Liberia · Libië · Madagaskar · Malawi · Mali · Mauritanië · Mauritius · Marokko · Mozambique · Namibië · Niger · Nigeria · Oeganda · Rwanda · Sao Tomé en Principe · Senegal · Seychellen · Sierra Leone · Soedan · Somalië · Swaziland · Tanzania · Togo · Tsjaad · Tunesië · Zambia · Zimbabwe · Zuid-Afrika · Zuid-Soedan 

CONCACAF-zone: Amerikaanse Maagdeneilanden · Anguilla · Antigua en Barbuda · Aruba · Bahama's · Barbados · Belize · Bermuda · Britse Maagdeneilanden · Canada · Kaaimaneilanden · Costa Rica · Cuba · Curaçao · Dominica · Dominicaanse Republiek · El Salvador · Frans Guyana · Grenada · Guadeloupe · Guatemala · Guyana · Haïti · Honduras · Jamaica · Martinique · Mexico · Montserrat · 
Nicaragua · Panama · Puerto Rico · Saint Kitts en Nevis · Saint Lucia · Saint Vincent en de Grenadines · Sint Maarten · Suriname · Trinidad en Tobago · Turks- en Caicoseilanden · Verenigde Staten

CONMEBOL-zone: Argentinië · Bolivia · Brazilië · Chili · Colombia · Ecuador · Paraguay · Peru · Uruguay · Venezuela

OFC-zone: Amerikaans-Samoa · Cookeilanden · Fiji · Nieuw-Caledonië · Nieuw-Zeeland · Papoea-Nieuw-Guinea · Samoa · Salomoneilanden · Tahiti · Tonga · Vanuatu

UEFA-zone: Albanië · Andorra · Armenië · Azerbeidzjan · België · Bosnië en Herzegovina · Bulgarije · Cyprus · Denemarken · Duitsland · Engeland · Estland · Faeröer · Finland · Frankrijk · Georgië · Gibraltar · Griekenland · Hongarije · IJsland · Ierland · Israël · Italië · Kazachstan · Kosovo · Kroatië · Letland · Liechtenstein · Litouwen · Luxemburg · Macedonië · Malta · Moldavië · Montenegro · Nederland · Noord-Ierland · Noorwegen · Oekraïne · Oostenrijk · Polen · Portugal · Roemenië · Rusland · San Marino · Schotland · Servië · Slovenië · Slowakije · Spanje · Tsjechië · Turkije · Wales · Wit-Rusland · Zweden · Zwitserland